# Vincent Campo
Pas d'image ? Cliquez ici

a Compétitions nationales et continentales officielles uniquement.

Dernière mise à jour le 29 novembre 2024.
Vincent Campo, né le 20 mai 1985 à Auch (Gers), est un joueur de rugby à XV français qui évolue au poste de talonneur (1.81 m pour 105 kg).

## Biographie
Vincent Campo est formé au FC Auch Gers, dans la foulée de son frère Julien, et il débute avec l'équipe professionnelle en 2006,.
En 2011, il rejoint le FC Grenoble. Au terme de sa première saison, il est sacré champion de France de Pro D2 et accède au Top 14.
Après trois saisons à Grenoble, il s'engage avec la Section paloise à partir de la saison 2014-2015. Après avoir participé à l'accession du club palois en Top 14, et avoir disputé une dernière saison dans l'élite française, il met un terme à sa carrière de joueur en juin 2016.

## Palmarès

### En club
- Champion de France Espoirs en 2007 avec le FC Auch Gers
- Champion de France de Pro D2 : 
  - 2007 avec le FC Auch Gers
  - 2012 avec le FC Grenoble
  - 2015 avec la Section paloise

### En équipe nationale
- Équipe de France -18 ans : 1 sélection en 2003 (Écosse)